# 札幌市立福住小学校
札幌市立福住小学校（さっぽろしりつ ふくずみしょうがっこう）は、北海道札幌市豊平区福住3条5丁目にある市立小学校。

## 沿革
- 1977年1月 - 仮称札幌市立福住小学校開校事務取扱発令。
- 1978年3月 - 札幌市立羊丘小学校から分割し福住小学校開校。
- 1983年 -  たんぽぽ学級の開設。

## 概要
- 校舎は4階建てで、3〜4階の一部が体育館となっている。この校舎構造は同校だけではなく、1970年代後半に札幌市内で開校した他の小学校の校舎にも多く見られる。
- 校木はナナカマドであり、1987年に校庭に植樹された。
- 札幌市教育委員会の事業である「札幌市学校図書館地域開放事業」の指定校となっている。